# Assembleia Provincial da Estônia
Assembleia Provincial da Estônia ou Dieta do Estado da Estônia, também muitas vezes chamada por seu nome estoniano Maapäev, foi eleita em maio-junho de 1917 durante a Revolução Russa como o parlamento provincial (dieta) da Governadoria Autônoma da Estônia. Em 28 de novembro de 1917, após o golpe bolchevique na Rússia, a Assembleia declarou-se a única potência soberana na Estônia e convocou as eleições da Assembleia Constituinte da Estônia. Na véspera da ocupação alemã da Estônia durante a Primeira Guerra Mundial, o conselho elegeu o Comitê de Salvação da Estônia e emitiu a Declaração de Independência da Estônia em 24 de fevereiro de 1918.